# Lombao
Lombao (en gallego y oficialmente, O Lombao) es una aldea española situada en la parroquia de Cobas, del municipio de Ames, en la provincia de La Coruña, Galicia.

## Demografía
| Gráfica de evolución demográfica de O Lombao entre 2000 y 2018 |
|                                                                |
| Datos según el nomenclátor publicado por el INE.               |